# Herman, o Arquidiácono

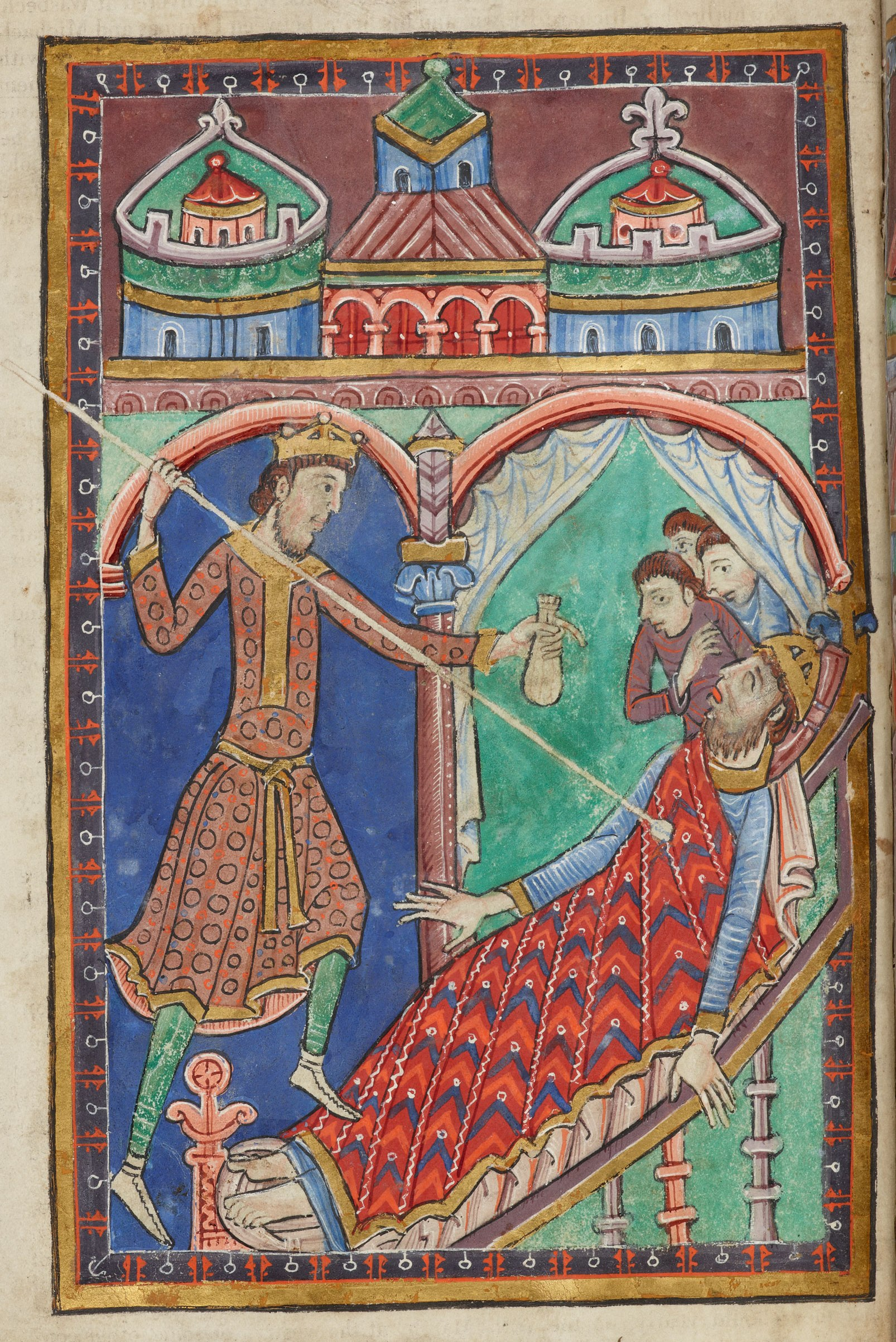
São Edmundo, a segurar uma bolsa de dinheiro que ele finge oferecer a Sueno, matando-o com a sua lança como punição pela sua tributação opressiva do povo inglês, uma ilustração na versão de Goscelino dos Milagres de São Edmundo

Herman, o Arquidiácono (também Hermann o Arquidiácono e Hermann de Bury, nascido antes de 1040, falecido no final da década de 1090) foi um membro da família de Herfast, bispo da Ânglia Oriental, nas décadas de 1070 e 1080. Depois disso, foi um monge da Abadia de Bury St Edmunds em Suffolk pelo resto da sua vida.
Hermano provavelmente nasceu na Germânia. Por volta de 1070 entrou na casa de Herfast e, de acordo com uma fonte posterior, tornou-se o arquidiácono do bispo, que era na época um importante cargo de secretaria. Ele ajudou Herfast na sua campanha mal sucedida para mover o seu bispado para a Abadia de Bury St Edmunds, contra a oposição do seu abade, e ajudou a concretizar uma reconciliação temporária entre os dois homens. Ele permaneceu com o bispo até à sua morte em 1084, mas depois arrependeu-se de apoiar a sua campanha para mover o bispado e mudou-se para a abadia em 1092.
Hermano era um personagem colorido e um pregador teatral, mas ele é conhecido principalmente como um estudioso capaz que escreveu os Milagres de São Edmundo, um relato hagiográfico de milagres que se acredita terem sido realizados por Edmundo, rei da Ânglia Oriental após a sua morte por um exército víquingue dinamarquês em 869. O relato de Hermano também cobriu a história da abadia de mesmo nome. Após a sua morte, duas versões revistas dos seus Milagres foram escritas, uma obra anónima abreviada que cortou as informações históricas, e outra de Goscelino, que era hostil a Hermano.

## Vida
Hermano é descrito pelo historiador Tom Licence como uma "figura colorida". A sua origem é desconhecida, mas é mais provável que tenha sido alemão. Semelhanças entre as suas obras e as de Sigeberto de Gembloux e um escritor anterior, Alpert de Metz, tendo ambos passado pela Abadia de São Vicente em Métis, sugerem que ele foi monge na abadia por um período entre 1050 e 1070. Ele pode ter sido aluno na escola de Sigeberto antes de emigrar para a Ânglia Oriental. Hermano provavelmente nasceu antes de 1040, pois entre 1070 e 1084 ocupou um importante posto de secretariado sob Herfast, bispo de Ânglia Oriental, e Hermano teria sido jovem demais para o cargo se tivesse nascido mais tarde. De acordo com o arquivista do século XIV e prior da abadia de Bury St Edmunds, Henry de Kirkestede, Hermano era o arquidiácono de Herfast, um posto administrativo no período logo após a conquista.
Logo após a sua nomeação como bispo em 1070, Herfast entrou em conflito com Baldwin, abade de Bury St Edmunds, por causa da sua tentativa, com a assistência do secretariado de Hermano, de transferir o seu bispado para a abadia. A sede de Herfast estava localizada em North Elmham quando ele foi nomeado e em 1072 ele mudou-a para Thetford, mas ambos os ministros tinham uma renda que era grosseiramente inadequada para a propriedade de um bispo e Bury teria fornecido uma base de operações muito melhor. Lanfranco, o arcebispo da Cantuária, enviou uma carta irada a Herfast, exigindo que ele submetesse a disputa à corte arquiepiscopal de Lanfranc e concluindo exigindo que Herfast "banisse o monge Hermano, cuja vida é notória pelas suas muitas falhas, da sua sociedade e da sua família completamente. É meu desejo que ele viva de acordo com uma regra num mosteiro observante, ou - se ele se recusar a fazer isso - que ele saia do reino da Inglaterra". O informante de Lanfranco era um funcionário de Baldwin, que poderá ter tido rancor contra Herfast. Apesar da exigência de expulsão de Lanfranco, Hermano permaneceu com Herfast. Em 1071 Baldwin foi a Roma e garantiu uma imunidade papal para a abadia do controle episcopal e da conversão para a sé de um bispo. Baldwin era médico de Eduardo, o Confessor, e Guilherme, o Conquistador, e quando Herfast quase perdeu a visão num acidente de equitação, Hermano convenceu-o a procurar a ajuda médica de Baldwin e encerrar a sua disputa, mas Herfast mais tarde viria a renovar a sua campanha contra Baldwin, finalmente perdendo por um julgamento da corte do rei em 1081.
Hermano mais tarde arrependeu-se de apoiar Herfast na disputa e, olhando para trás, escreveu:
Também não deixarei de mencionar – agora que o rubor da vergonha foi apagado – que muitas vezes dei ouvidos ao bispo neste assunto; que, quando ele enviou através do mar ao rei já mencionado [Guilherme, o Conquistador], procurando estabelecer a sua sede na abadia, eu redigi as cartas e escrevi as que foram redigidas. Eu também li as respostas que ele recebeu.
Hermano permaneceu com Herfast até à sua morte em 1084, mas não está claro se ele serviu ao bispo sucessor, Guilherme de Beaufeu, e em 1092 ele era um monge na Abadia de Bury St Edmunds. Ele ocupou cargos de chefia lá, provavelmente de precentor, e talvez a partir de 1095 a posição de prior ou sub-prior. As relíquias mais importantes da abadia eram as roupas íntimas manchadas de sangue do santo que recebeu o nome, Edmundo, o Mártir, e Hermano era um pregador entusiasta que gostava de exibir as relíquias para as pessoas comuns. De acordo com um relato de um escritor que lhe era hostil, o seu tratamento desrespeitoso das roupas íntimas numa ocasião, ao tirá-las da caixa e permitir que as pessoas as beijassem por dois pence, foi punido com a sua morte logo depois. Ele provavelmente morreu em junho de 1097 ou 1098.

## Milagres de São Edmundo

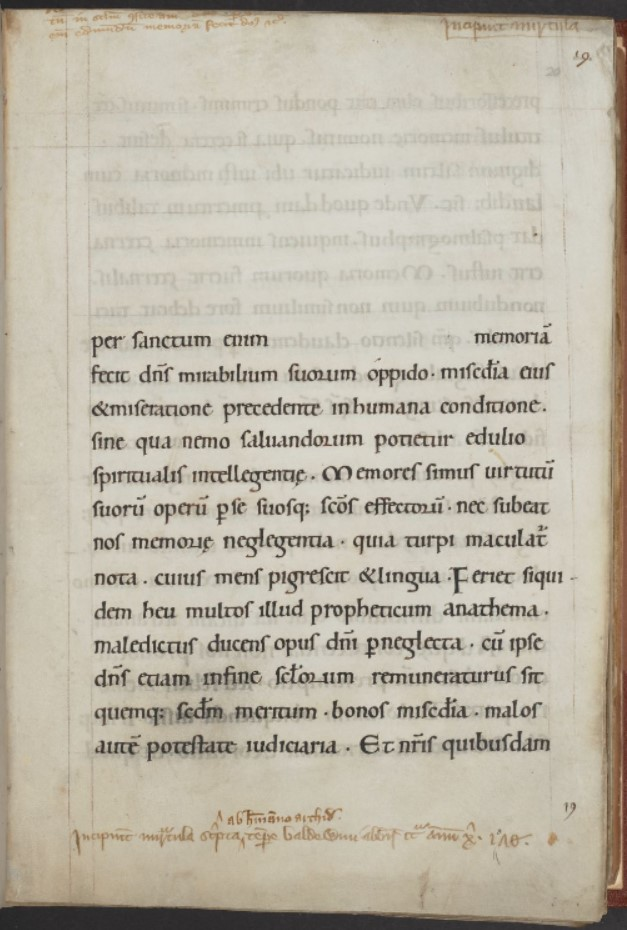
O início de uma cópia dos Milagres de São Edmundo, de c. 1100 (Biblioteca Britânica, MS Cotton Tiberius B. ii, f. 20r)

A Crónica Anglo-saxónica regista a derrota do Reino da Ânglia Oriental e o assassinato do Rei Edmundo (o Mártir) por um exército viking em 869, mas quase nada resta que dê informações sobre a sua vida e reinado além de algumas moedas com o seu nome. Entre cerca de 890 e 910, os governantes dinamarqueses da Ânglia Oriental, que se haviam convertido recentemente ao cristianismo, emitiram uma moeda comemorando Edmundo como um santo, e no início do século X os seus restos mortais foram trasladados para o que viria a tornar-se na Abadia de Bury St Edmunds. A primeira hagiografia conhecida de Edmundo foi Life of St Edmund, por Abão de Fleury, no final do século X e a segunda foi por Hermano. Edmundo foi um santo padroeiro do povo e dos reis ingleses, e um santo popular na Idade Média.
O significado histórico de Hermano na visão dos historiadores está nos Milagres de São Edmundo, a sua hagiografia do rei Edmundo. O seu objetivo final neste trabalho, de acordo com Licence, "era validar a crença no poder de Deus e de São Edmundo", mas também era um trabalho de história, usando a Crónica Anglo-Saxónica para fornecer uma estrutura básica e abrangendo não só os milagres de Edmundo, mas também a história da abadia e boas ações de reis e bispos. Os Milagres destinava-se a um público erudito com conhecimentos avançados de latim. Como outros escritores do seu tempo, ele colecionava palavras raras, mas a sua escolha de vocabulário era única. Licence comenta que ele empregou "um estilo complicado e vocabulário rebuscado, que incluía grecismos, arcaísmos e neologismos ... A propensão de Hermano para estranhos provérbios vernaculares, humor negro e metáforas comicamente paradoxais como 'a âncora da descrença', 'o nó da preguiça', 'o fardo da preguiça' e 'confiar na injustiça' é evidente em todo o seu trabalho." O seu estilo era "maneirista", no sentido de "aquela tendência ou abordagem onde o autor diz as coisas 'não normalmente, mas anormalmente', para surpreender e deslumbrar o público". A sua escrita foi influenciada por fontes cristãs e clássicas e ele poderia traduzir um texto vernacular em latim preciso e poético: Licence observa que o seu ciceroniano interior estava em paz com o seu cristão interior" Resumindo os Milagres, Licence diz:
O trabalho de Hermano foi excepcional para a época, na sua visão histórica e amplitude. O produto de um escritor educado en uma abadia com um interesse extraordinariamente forte pela escrita histórica, não era uma mera Vida ou colecção de milagres de santos ... Nem os seus horizontes eram limitados como os das histórias institucionais locais ... Embora mais próxima do género de composição, a peça de Hermano estava para se tornar em algo maior. O catalisador dessa experiência foi o seu desejo de reinterpretar São Edmundo como um enviado de Deus interessado em assuntos ingleses ... A conquista de Hermano foi criar uma narrativa perfeita da história inglesa sem entradas analíticas, um feito que nem Byrhtferth de Ramsey na virada do século XI nem João de Worcester no início do século XII empreendeu. Bede havia conseguido, e também Guilherme de Malmesbúria numa escala muito mais impressionante na década de 1120.

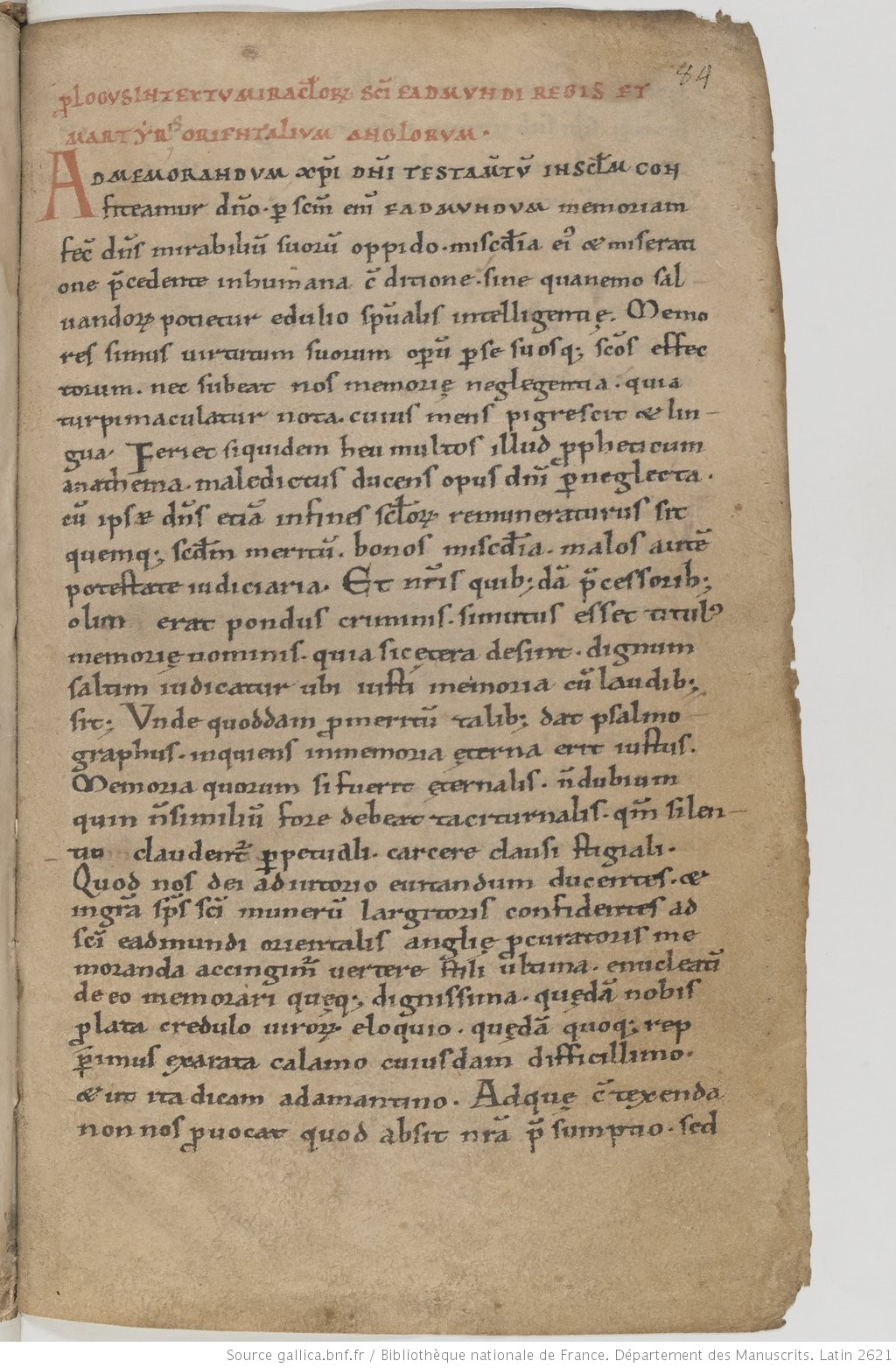
O início de uma cópia abreviada dos Milagres de São Edmundo produzido por volta de 1100 (Bibliothèque nationale de France, MS Latin 2621, f. 84r)

Hermano pode ter escrito a primeira metade, abrangendo o período até à conquista, por volta de 1070, mas é mais provável que toda a obra tenha sido escrita no reinado do rei Guilherme II (r. 1087–1100). O texto original de Hermano não sobreviveu, mas uma versão mais curta faz parte de um livro que cobre a biografia oficial do santo padroeiro da abadia. Como Hermano claramente pretendia, o livro é composto pela Vida de Abão seguida pelos Milagres. É um produto de luxo que data de cerca de 1100. Esta versão tem alguns espaços em branco e o milagre final cessa a meio de uma frase, indicando que a cópia cessou abruptamente. Um manuscrito datado de 1377 inclui sete milagres atribuídos pelo escriba a Hermano que não estão nos Milagres, e são provavelmente as histórias que foram destinadas aos espaços em branco. Duas cópias sobrevivem de uma versão produzida logo após a morte de Hermano, que deixa de fora as secções históricas e inclui apenas os milagres.
Outra versão revista dos Milagres (ilustrada acima) foi escrita por volta de 1100 e sobrevive num manuscrito que data da década de 1120 ou 1130. É atribuído por Licence ao hagiógrafo e músico Goscelino, que não é registado depois de 1106. Herberto de Losinga, bispo de Ânglia Oriental de 1091 a 1119, renovou a campanha de Herfast para trazer a abadia sob controlo episcopal, contra a oposição de Baldwin e os seus partidários, incluindo Hermano. A disputa continuou após as mortes de Baldwin e Hermano no final da década de 1090, mas, como Herfast, Herbert não teve sucesso. A morte de Baldwin foi seguida por uma batalha pela nomeação de um novo abade. O texto de Goscelino ataca os inimigos de Herbert, incluindo Hermano, e dá relevo ao papel dos bispos na história de Bury. A versão foi provavelmente encomendada por Herbert.
Herbert havia comprado o bispado de Ânglia Oriental para si, e a abadia de New Minster, Winchester, para o seu pai, de Guilherme II, e pai e filho foram atacados numa sátira anónima em cinquenta hexâmetros, On the Heresy Simony. Licence argumenta que Hermano, que comparou Herbert a Satanás nos Milagres, foi o autor da sátira.
As três versões dos Milagres, juntamente com os sete milagres adicionais e On the Heresy Simony, são impressas e traduzidas pela Licence.

## Controvérsia sobre autoria
A historiadora Antonia Gransden descreveu o escritor dos Milagres como "um historiador consciencioso, altamente educado e um latinista talentoso", contudo questionou a autoria de Hermano num artigo de jornal em 1995 e no seu artigo do Dicionário Oxford de Biografia Nacional sobre Hermano em 2004. Ela afirmou que a primeira atribuição de autoria a Hermano é de Henry de Kirkestede por volta de 1370, e que não há registo de um arquidiácono chamado Hermano nos registos da Catedral de Norwich, nem o hagiógrafo pode ser identificado como um monge na Abadia de Bury St Edmunds. Ela pensou que o autor era provavelmente um hagiógrafo elogiado por Goscelino chamado Bertrann, e de Kirkestede pode ter interpretado Bertrann por Hermano (lapso ortográfico). Os argumentos de Grandsden são rejeitados por Licence, que aponta que o autor dos Milagres confirmou o seu nome descrevendo um monge chamado Hermano de Binham como o seu homónimo.